# Martin Stahnke
Martin Stahnke (11 de noviembre de 1888-28 de febrero de 1969) fue un deportista alemán que compitió en remo. Participó en dos Juegos Olímpicos de Verano en los años 1908 y 1912, obteniendo una medalla de bronce en Londres 1908 en la prueba de dos sin timonel.

## Palmarés internacional
| Juegos Olímpicos | Juegos Olímpicos      | Juegos Olímpicos  | Juegos Olímpicos |
| Año              | Lugar                 | Medalla           | Prueba           |
| ---------------- | --------------------- | ----------------- | ---------------- |
| 1908             | Londres (Reino Unido) | Medalla de bronce | Dos sin timonel  |